# Kazimierz Wykowski
Kazimierz Wykowski (Wyhowski) herbu Abdank – kasztelan wyszogrodzki w 1769 roku, stolnik czerwonogrodzki w latach 1752–1769, chorąży chorągwi pancernej starosty bieckiego Lubomirskiego w Pułku Hetmana Wielkiego Koronnego w 1760 roku. 

## Życiorys
Poseł na sejm 1752 roku z województwa podolskiego. Konsyliarz konfederacji Czartoryskich w 1764 roku. Poseł na sejm 1766 roku z województwa podolskiego. W 1768 roku wyznaczony ze stanu rycerskiego do Asesorii Koronnej. 